# Lugnås gitarrfabrik

Lugnås gitarrfabrik är en instrumentmakare i Lugnås i Mariestads kommun.  Företaget drivs av firman Hans Persson Musikinstrument.
Firman grundades av Hans Persson (1914–1999), vars far var fiskare och murare. Hans Persson spelade gitarr, mandolin och fiol. Hans kreativa ådra gjorde att han på 1930-talet började utveckla och bygga gitarrer. Hans Perssons son Lennart Persson började i fabriken 1959, vid 14 års ålder, och driver 2012 tillverkningen. Fabriken är den sista gitarrfabriken i Sverige.
År 2012 bildades Lugnås Gitarr AB ”för att säkra svensk gitarrtillverkning i Lugnås, samt trygga att Hans Perssons varumärken Swedtone och Lugnås fortsätter att erbjuda svensktillverkade gitarrer”.
I fabriken i Lugnås har det sedan starten byggts 45 000 gitarrer. Från 1947 levererade man gitarrsträngar till Levins fabrik i Göteborg och man byggde även gitarrer åt Levins. När produktionen var som störst hade företaget 13 anställda och producerade 3 000 gitarrer om året.  År 1964 skapades en serie gitarrer åt gitarristen Evert Ahlander . Idag, 2012, tillverkas gitarrer av märket Levin och de egna märkena Lugnås och Swedtone i fyra modeller, Cremona, Tarragona, Palermo och Serenad.